# Dinictis
Dinictis byl rodem nimravidní šelmy, obývajícího území současné Severní Ameriky (Saskatchewan v Kanadě a Colorado, Montana, Nebraska, Jižní Dakota, Severní Dakota, Wyoming a Oregon v USA) v období oligocénu až miocénu, asi před 37 až 20 miliony let. Šlo tedy o velmi rozšířený a úspěšný rod, který existoval v několika druzích asi po dobu 17 milionů let. Tato šelma podobná kočkovitým patřila do skupiny nimravidů, kterým se někdy přezdívá "nepraví šavlozubí tygři".

## Paleobiologie
Dinictis dosahoval tělesné délky asi 1,1 metru, nohy byly dlouhé 0,6 metru a celkovou velikostí se tato šelma podobala menší pumě. Nejspíš vypadala jako malý levhart a žila asi i podobným životem – jako lovec malých a středně velkých obratlovců. Vyvinul se zřejmě z předků podobných miacidům v průběhu paleocénu a eocénu.

## Popis a druhy
Dinictis byl vědecky popsán paleontologem Josephem Leidym v roce 1854, typovým druhem je D. felina. V současnosti rozlišujeme ještě tři další druhy, D. cyclops, D. priseus a D. squalidens.